# Ophiorrhiza quadrifida
Ophiorrhiza quadrifida är en måreväxtart som beskrevs av Carl Ludwig von Blume. Ophiorrhiza quadrifida ingår i släktet Ophiorrhiza och familjen måreväxter.
Artens utbredningsområde är Java. Inga underarter finns listade i Catalogue of Life.